# Piggly et ses amis
Piggly et ses amis (Jakers! The Adventures of Piggley Winks) est une série télévisée d'animation américaine-britannique en 53 épisodes de 23 minutes, produite par Mike Young Productions et diffusée entre le 7 septembre 2003 et le 24 janvier 2007 sur la chaîne PBS Kids.
Au Canada francophone, elle est diffusée depuis le 19 septembre 2005 sur TFO puis à partir du 1er avril 2010 sur la chaîne Yoopa, et en France, sur TF1 dans TF! et dès le 30 août 2010 sur la chaîne Boomerang.
Cette série conte les aventures de Piggly Winks, petit cochon anthropomorphique irlandais, racontées par Piggly lui-même 
devenu grand-père et relatant ses péripéties de jeunesse à ses petits-enfants.

## Synopsis
Piggly, âgé de 8 ans, vit avec ses parents et sa petite sœur Molly dans la Ferme de Raloo en Irlande durant les années 50. Ses meilleurs amis sont Danny O'Mallard, une canette qui vit dans une hutte avec sa grand-mère, et Fernando Toro, appelé Ferny, un jeune taureau qui vit avec son père, le forgeron espagnol Don Toro, dans le village de Tara. Son rival est l'antagoniste principal, Hector McBadger.
Piggly mène une vie on ne peut plus normale : il va à l'école, aide ses parents et s'occupe de sa sœur Molly à la ferme. Et comme tout enfant de son âge, il connait toutes sortes d'aventures, souvent accompagné de ses amis. Il écoute toujours avec grand intérêt les récits et légendes qu'on lui raconte, notamment ceux liés à son pays. Seulement, son esprit fertile et parfois inconscient le mène quelquefois vers des situations peu confortables, desquelles il se sort rapidement et en tire quelques leçons.
Toutes ces aventures sont relatées à notre époque par Piggly à destination de ses trois petits-enfants, souvent amenés à connaître les mêmes impasses que leur grand-père, de son temps.

## Distribution

### Voix originales
- Maile Flanagan (en) : Piggly Winks
- Peadar Lamb : Piggly adulte
- Tara Strong : Danny, Molly
- Russi Taylor : Ferny
- Charlie Adler : Patrick Winks
- Mel Brooks : Wiley
- Pamela Segall : Hector

### Voix françaises
- Odile Schmitt : Piggly Winks
- Marie-Eugénie Maréchal : Danny, Ferny
- Marc Bretonnière : Patrick Winks (le père de Piggly)
- Jean-François Kopf : Piggly adulte
- Catherine Privat : Hector et la mère de Piggly
- Patrick Préjean : Wiley le mouton

## Épisodes
1. Shérif Ferney
2. Molly et son agneau
3. Le Procès de Ficelle
4. Le Grand Frère
5. Le Mal du Pays
6. La Cousine d'Amérique
7. Mon ami le poisson rouge
8. Travailler en s'amusant
9. C'est pas si drôle d'être grand
10. Danny et la Danse
11. Mais où est donc le Trèfle ?
12. Il était une fois… (partie 1/2)
13. Il était une fois… (partie 2/2)
14. L'Épave du Bateau Fantôme

## Récompenses
- Humanitas Award Children's Animation Category for “The Gift” Written by Sindy McKay, Dennis Haley & Marcy Brown (2007)
- Humanitas Award in the Children's Animation Category for “Waking Thor” Written by Kelly Ward and Cliff McGillivray (2005)
- Emmy Award for Outstanding Children's Animated Program (2006)
- Emmy Award for Outstanding Performer in an Animated Program (2006)
- Emmy Award for Outstanding Achievement in Music Direction & Composition (2005)
- Emmy Award for Individual Achievement in Production Color (2005)
- Emmy Award for Individual Achievement in Production Design (2004)
- Emmy Award for Individual Achievement in Storyboarding (2004)
- Bafta Awards for Best Animated Series in the International Category (2005)
- Gold Hugo Award in the Animated Series Category (2005)
- Silver Hugo Award in the Animated Series Category (2004)
- Webby Award for PBS/Jakers! Website (2005)
- Parents' Choice Silver Honor Award in the Television Category (2004 & 2006)
- Genesis Commendation Award from the Humane Society of the United States (2004)
- New York Festivals Gold World Medal Award in the Animation category for Youth/Young Adult Programs (2006)
- Prix Jeunesse Web Prize Winner (2004)